# مجتمع مسکونی سامان ونک
مجتمع مسکونی سامان ونک یکی از مجتمع‌های مسکونی معروف شهر تهران است.
در دهه پنجاه خورشیدی، افزایش جمیت شهر تهران، توسعه در راستای قائم را اجتناب ناپذیر ساخت. در این دوره چندین مجتمع در حوالی منطقه ونک ساخته شد که از آن جمله می‌توان به ساختمان اسکان، مجتمع مسکونی پارک پرنس، آ.اس.پ. و مجتمع مسکونی سامان ونک اشاره کرد.
این مجتمع در زمینی به مساحت ۲۳۰۰۰ متر توسط دفتر عبدالعزیز فرمانفرماییان طراحی و ساخته شد. فرمانفرماییان زمین این مجموعه را در سال ۱۳۵۱ به قیمت ۷۴۰۰۰ تومان (معادل ۱۰۰۰۰ دلار در آن سال) از علی و یوسف ونکی خریداری کرد. به گفته فرمانفرماییان سازه بنا برای ۳۰ طبقه طراحی شده بود، هرچند نهایتا بیشتر از ۱۳ طبقه از آن ساخته نشد. مجموعه دارای ۳ بلوک همسان و مجموعا دارای ۲۵۲ واحد می باشد و ۲ استخر روباز به ابعاد ۱۲ در ۲۵ متر در محوطه مجموعه ساخته شده است. از ویژگی‌های این مجتمع داشتن واحدهای دوبلکس، تریپلکس و کوادروپلکس (چهار طبقه) می‌باشد. 
مجتمع مسکونی سامان ونک در حد فاصل خیابان شیراز و خیابان شیخ بهایی در کوچه‌ی سامان واقع شده است.

## منبع
- مجله هنر و معماری، شماره ۲۹، تابستان ۱۳۹۲
- مصاحبه عبدالحمید اشراق با عبدالعزیز فرمانفرماییان در یوتیوب
- برج های سامان
- معرفی مجتمع سامان ونک